# Либер, Адриан
Адриа́н Ли́бер (хорв. Adrian Liber; род. 9 января 2001, Забок, Крапинско-Загорская жупания) — хорватский футболист, полузащитник клуба «Славен Белупо».

## Клубная карьера
Либер — воспитанник клубов «Кастелир-Лабинчи» и «Риека». 25 мая 2019 года в матче против «Славен Белупо» он дебютировал в чемпионате Хорватии в составе последних. Летом того же года Либер перешёл в «Ориент» на правах аренды. 16 августа в матче против «Меджимурье» он дебютировал во Второй лиге Хорватии. 27 сентября 2020 года в поединке против «Опатии» Адриан забил свой первый гол за «Ориент». По окончании аренды Либер вернулся в «Риеку». 12 февраля 2023 года в поединке против «Горицы» Адриан забил свой первый гол за клуб. 